# Desa Mantren (administrativ by i Indonesien, lat -7,58, long 111,42)
Desa Mantren är en administrativ by i Indonesien.   Den ligger i provinsen Jawa Timur, i den västra delen av landet, 500 km öster om huvudstaden Jakarta.